# Bechankovitchy
Bechankovitchy (en biélorusse : Бешанко́вічы, alphabet łacinka : Biešankovičy ; en russe : Бешенкóвичи ; en polonais : Bieszenkowicze) est une commune urbaine de la voblast de Vitebsk, en Biélorussie. Sa population s'élevait à 6 647 habitants en 2017.

## Géographie
La ville est à 51 kilomètres de Vitebsk. 

## Histoire
Au début du XVIe siècle il s'agit d'un village du Grand-duché de Lituanie.
Lors du premier partage de la Pologne en 1772 le village passe sous contrôle de l'Empire russe.
Lors du recensement de 1897, les 4/5e de la population sont membres de la communauté juive soit 3 182 personnes sur 4 423 habitants.  
En 1939, 1 119 juifs vivent dans la ville, ils représentent 26,3 % de la population.
Lors de la Seconde Guerre mondiale, la ville est occupée par les Allemands en juillet 1941 et quasiment entièrement détruite. 10 276 personnes de Biešankovičy seront massacrés dont l'intégralité de la population juive. Les juifs de la ville sont d'abord enfermés dans un ghetto puis exécutés dans le cadre de la Shoah par balles. Le 11 février 1942, 1 068 juifs seront assassinés dans une exécution de masse dans la forêt voisine,.
Le premier front de la Baltique recapture la ville le 25 juin 1944.

## Église
L'église église saint Ilinsk (be)
a été fortement endomagée durant la Seconde Guerre mondiale. Elle est actuellement restaurée.

## Galerie

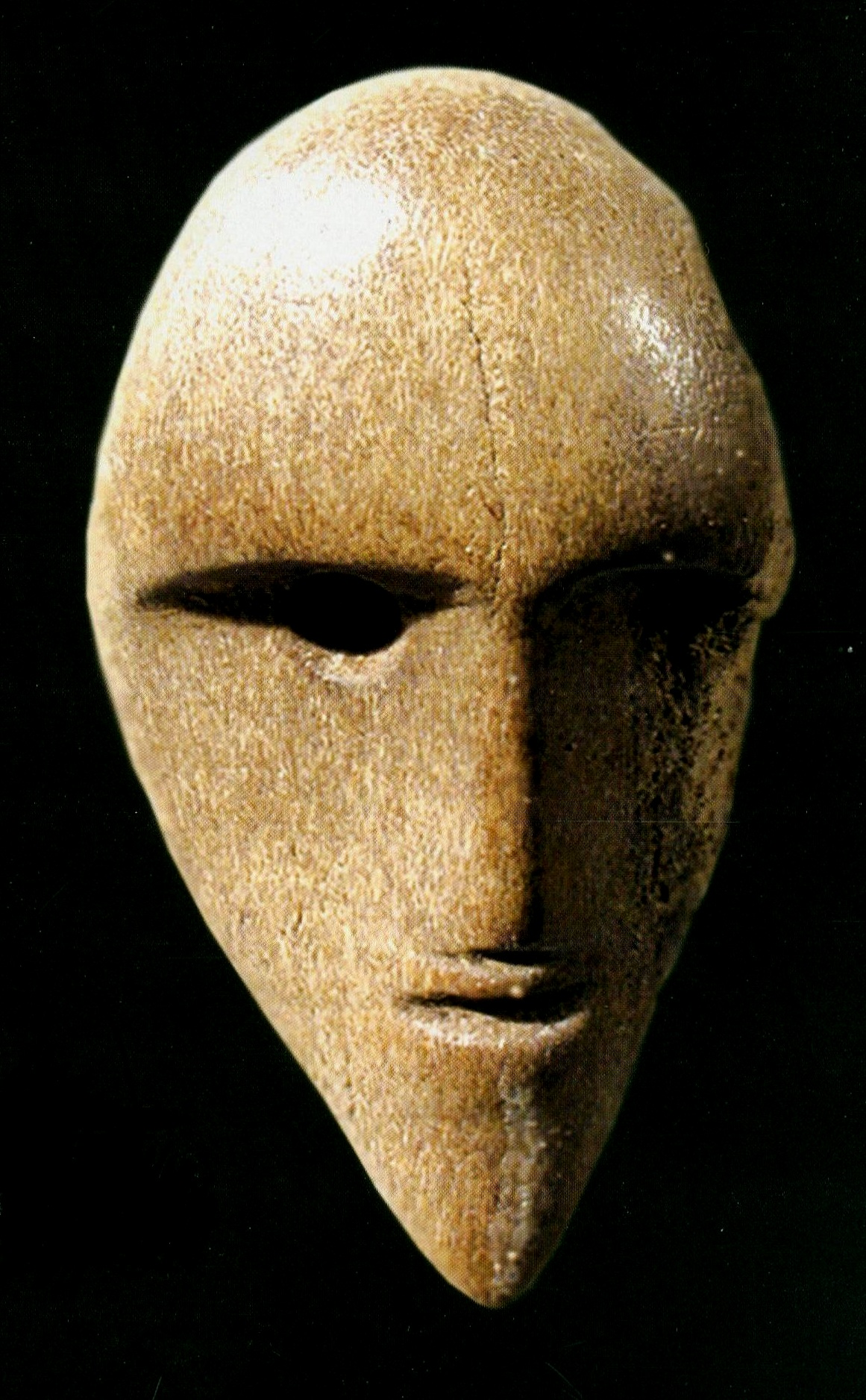
Figure humaine du néolithique, district de Beshenkovichi
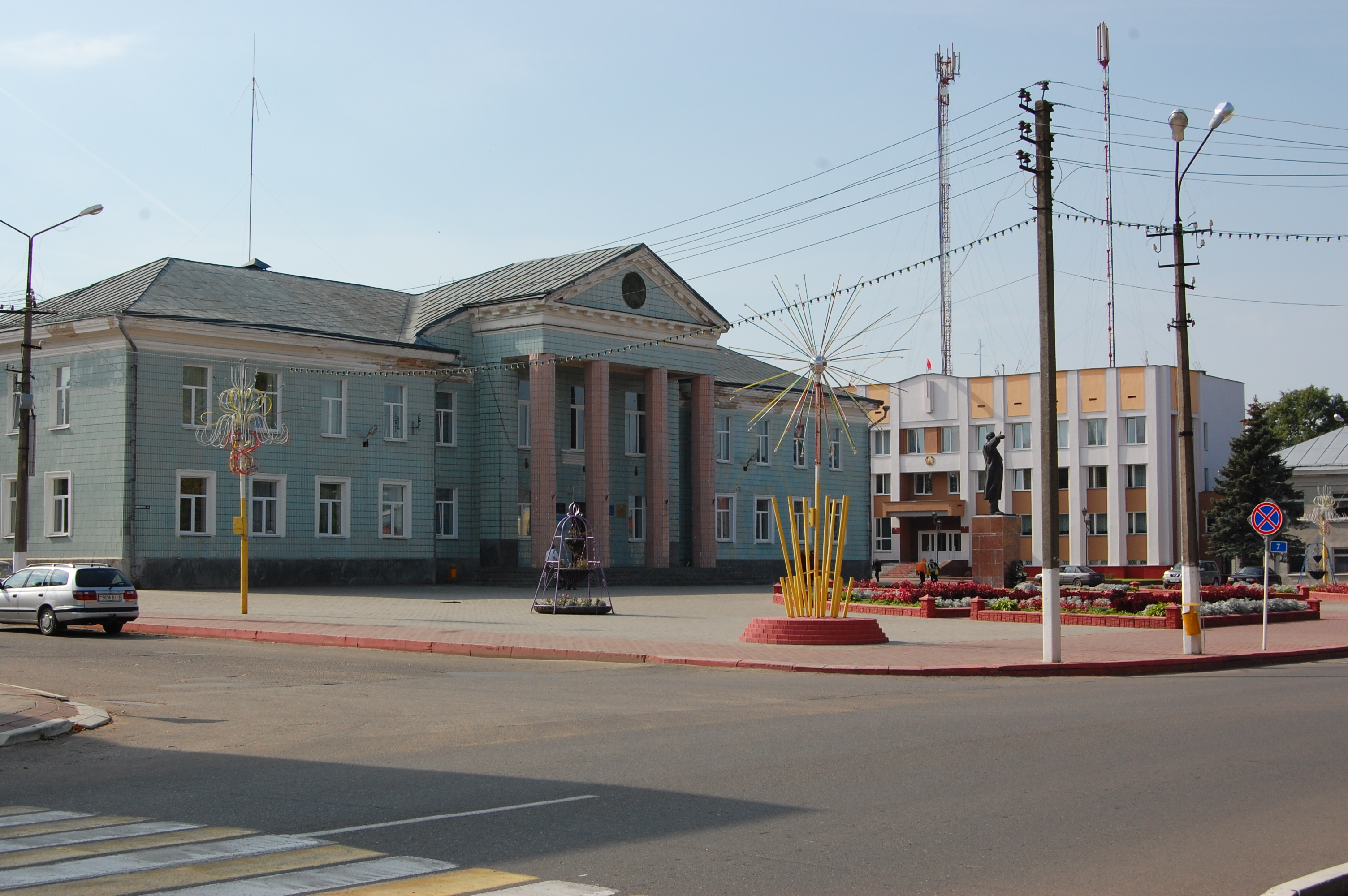
Centre-ville.
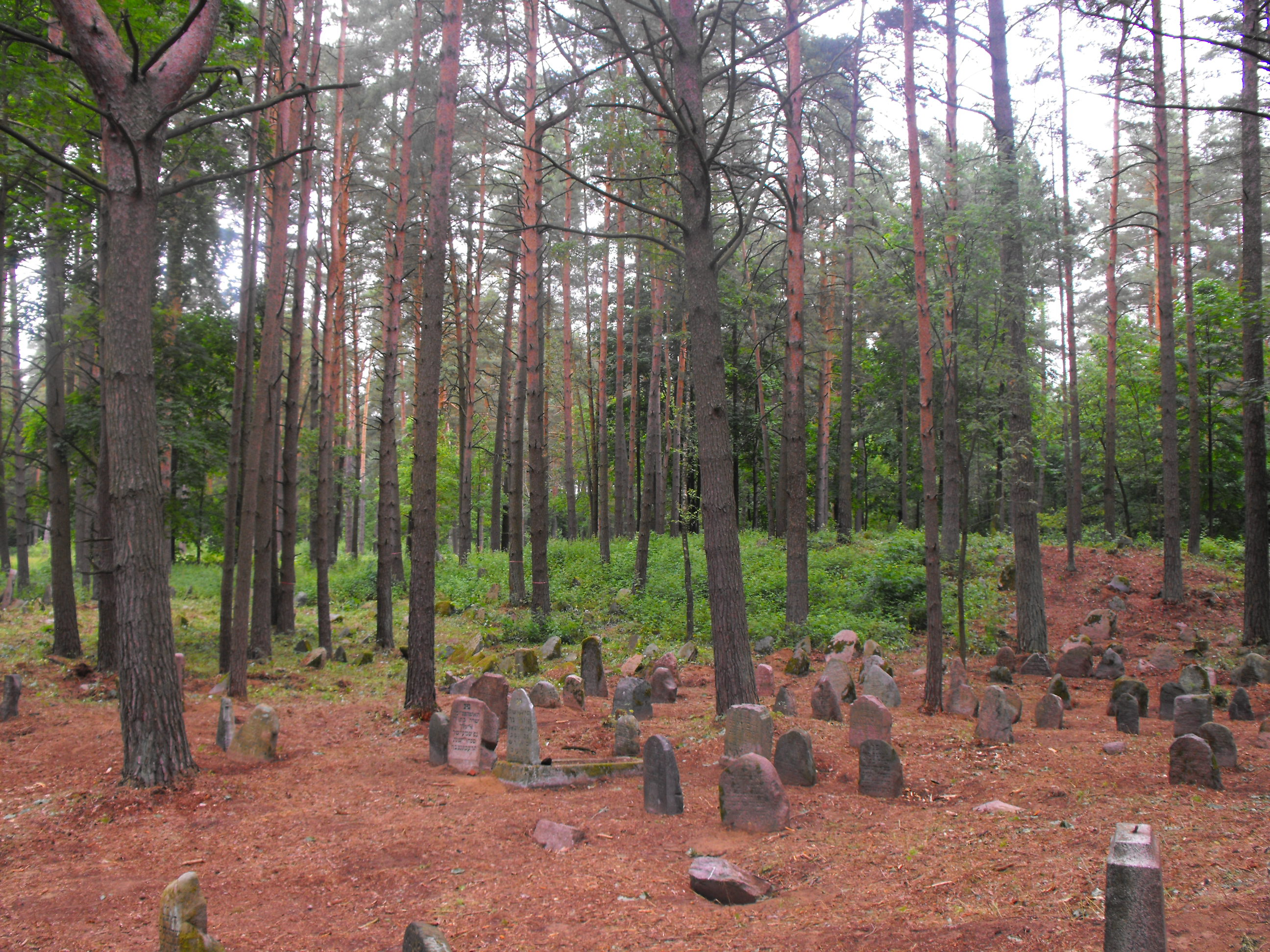
Ruines du cimetière juif de la ville.
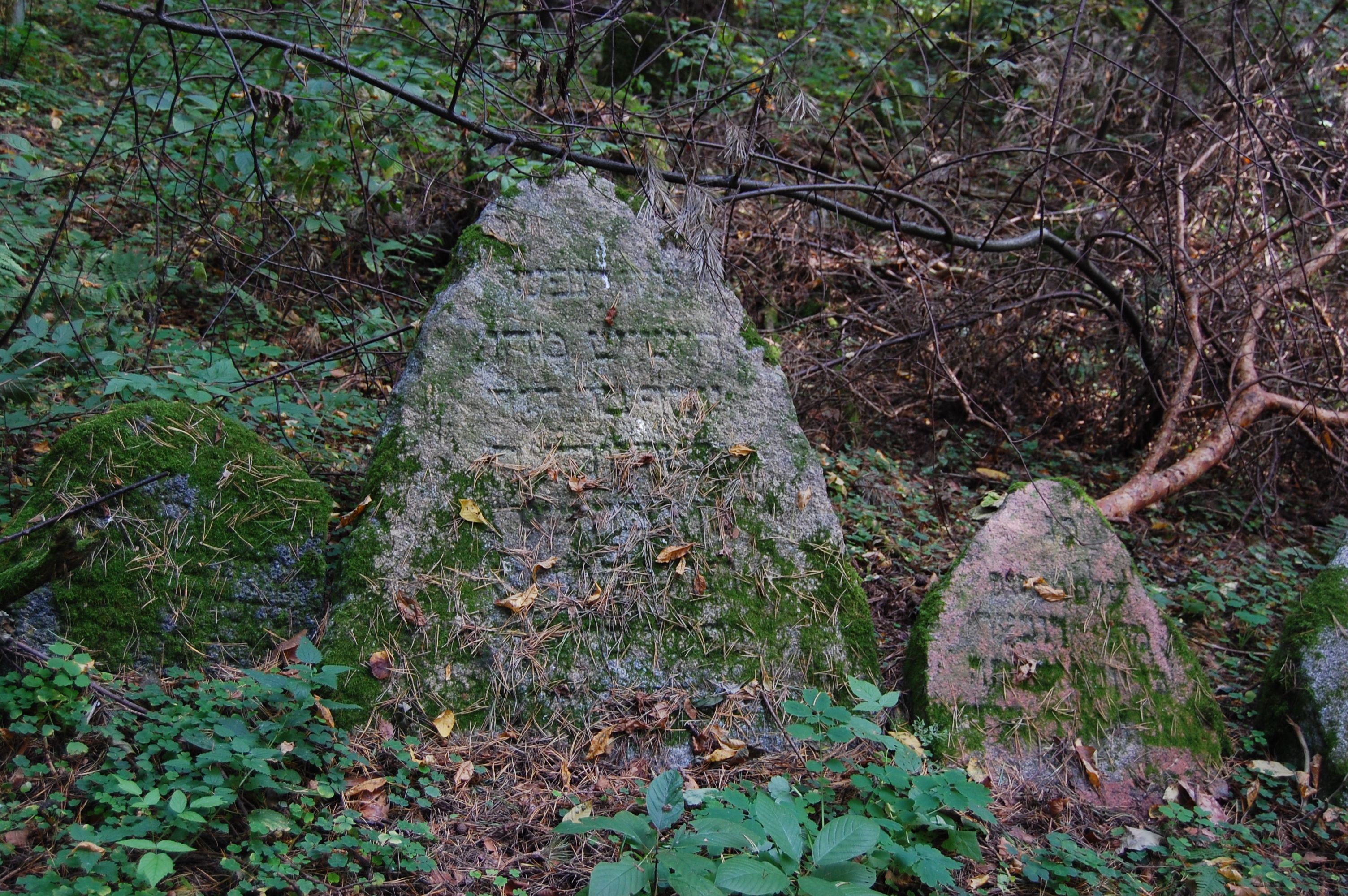
Ruines du cimetière juif de la ville.